# Dicranota sicaria
Dicranota sicaria är en tvåvingeart som beskrevs av Alexander 1947. Dicranota sicaria ingår i släktet Dicranota och familjen hårögonharkrankar. Inga underarter finns listade i Catalogue of Life.